# Parvicapsula asymmetrica
Parvicapsula asymmetrica is een microscopische parasiet uit de familie Parvicapsulidae. Parvicapsula asymmetrica werd in 1953 beschreven door Shulman. 